# 阮子健
阮子健（英語：Ken Yuen，1979年11月14日—），是香港商業電台節目主持人。取得米德爾塞克斯大學文化研究學士、倫敦大學亞非研究學院人類學碩士。

## 現主持節目

### 直播節目
- 叱咤903《在晴朗的一天出發》（逢星期一至星期五上午8時至10時）：時事清談節目，與林海峰、盧覓雪共同主持
- 雷霆881《杏林茶》（逢星期一至星期五晚上8時至9時，賽馬日除外）：健康資訊節目，與Dr. Tim、熊書頤共同主持

### 錄播節目
- 雷霆881《情有獨鍾》（逢星期四晚上10時半至11時）：音樂訪談節目
- 雷霆881《中風危機解密》（逢星期六下午12時半至1時）：健康資訊節目
- 雷霆881《夢想家》（逢星期日晚上11時至午夜12時）：移民資訊節目

## 曾主持節目
- 雷霆881《在晴朗的一天出發》
- 雷霆881《打書釘》
- 雷霆881《發現新大陸》：人物篇、民國軍閥篇
- 雷霆881《帶一本書去旅行》
- 叱咤903《嘩嘩嘩打到嚟！2008》
- ViuTV《今天只做一「健」事》

## 作品
- Dr.Tim, 阮子健, 熊書頤 《杏林茶》明窗出版社

## 相關網站
- DJ咪前嘻哈 咪後考腦力+創意  入行由低做起 公大課程傳授技巧

- 阮子健慢味倫敦鐵路 （页面存档备份，存于）

- 阮子健 搭Underground （页面存档备份，存于）

- 蛋散才子 阮子健 （页面存档备份，存于）

- 阮子健 毒字美麗

- 吳君如 X 王貽興 Ｘ 阮子健 黃金三角 （页面存档备份，存于）

- 阮子健 善用時間 感受世界

## 外部連結
- 881903.com 主持人簡介 （页面存档备份，存于）